# Monochamus omias
Monochamus omias là một loài bọ cánh cứng trong họ Cerambycidae.